# 波氏碘泡虫
波氏碘泡虫（学名：Myxobolus poljanskii）为碘泡科碘泡虫属的动物。分布于俄罗斯以及辽宁等，营寄生生活，寄生在棒花鱼的鳃、肾。